# Krymski Uniwersytet Federalny im. W. Wiernadskiego
Krymski Uniwersytet Federalny im. W. Wiernadskiego (ros. Крымский федеральный университет имени В. И. Вернадского) – rosyjska uczelnia publiczna w Symferopolu.